# 包干到户
包干到户是一种集体统一管理下的分户经营的农业生产责任制，是改革开放后农村实行家庭联产承包责任制后施行包产到户制的发展和延伸。所谓“包干到户”，按社员通俗的说法是“交够国家的，留足集体的， 剩下全是自己的”。实行“包干到户”地区，生产队的组织形式仍然存在，但在生产队中，每个包干的农户是一个单独的生产单位。其具体做法是：生产队将土地和農具分给各个农户，由各农户单独组织生产。农户在保证完成公购粮和各种农产品交售任务， 保证上缴生产队的各项提留的条件下，剩余产品可以归自己所有。包干到户虽然是包产到户的发展和延伸，形式上也类似于抛弃集集体“分田单干”，但其与包产到户和个体经济都存在着很大的差别，其对之后一段时间的农业生产也产生了非常复杂的影响。

## 包干到户与包产到户的区别
包产到户是家庭联产承包责任制推行之后农村生产最初采取的一种组织形式。其与原来的人民公社最大的区别在于，生产队只负责统一安排种植计划和劳动人员，但农作物生产的全过程基本上由一家一户独立完成，包产部分的产品（实物或现金）由生产队统一分配，除包产部分的剩余部分归农民个人所有。
与包产到户相区别的是，包干到户体制下农户的自主性更强。生产队不再统一分配产量和具体的劳动人员，生产队的评工、记分、预算、决算、计算工分值等环节也不存在了。但从实质上考察，包干到户只是改变了分配的形式和方法， 与包产到户在分配问题上并无实质性的不同。

## 包干到户与个体经济的区别
在个体农民经济中，一家一户是独立的生产单位、经济单位，农户之间是互相独立和隔离的。 “一小块土地、一个农民和一个家庭；旁边是另一小块土地，另一个农民和另一个家庭”。“……广大群众使是由一些同名数相加形成的， 好象一袋马铃薯是由袋中的一个个马铃薯所集成的。”“⋯⋯各个小农彼此间只存在有地方的联系，⋯⋯他们的利益的同一性并不使他们彼此间形成任何一种共同关系。”
与个体农民不同的是，在包干到户的体制下，虽然个体农户之间的联系与人民公社时期相比有所减弱，但他们之间还是通过生产队联系在一起的。农产品的分配还是要通过生产队完成的，一些生产资料之间也可以实现一定程度的共享。

## 包干到户的优势和局限性
包干到户作为包产到户的发展和延伸，在当时人民公社内存在一些普遍性问题的情况下，在解决吃“大锅饭”和平均主义对劳动人民积极性的损伤等方面在一段时间内起到了积极作用，调动了农民的生产积极性，促进了农业生产的发展。但从长远的角度来看，包干到户的体制存在一定的局限性。在包干到户的体制下，虽然土地国有的性质没有改变，农民只拥有土地的使用权，但在长期以家庭为单位进行农业生产的过程中，难免会出现部分生产资料私有化的情况。其次，虽然生产队在包干到户实施的初期依然存在，但其功能已经很大程度上削弱。生产队不能对农业生产进行统一的计划和安排，由于土地的分裂，一些大型的农机具和新的增产技术措施也无法推广，集体劳动“协作力”的发挥受到了很大的限制。总体来说，包干到户是对新中国成立初期建立的集体经济的否定和破坏。

## 注脚
1. ↑  马克思：《路易•波拿巴的雾月十八日》《马克思恩格斯全集》第8卷，第217页